# マッツァーノ
マッツァーノ（伊: Mazzano）は、イタリア共和国ロンバルディア州ブレシア県にある、人口約12,000人の基礎自治体（コムーネ）。

## 地理

### 位置・広がり

#### 隣接コムーネ
隣接するコムーネは以下の通り。
- ベディッツォーレ
- カルチナート
- カステネードロ
- ヌヴォレーラ
- レッツァート

### 地震分類
イタリアの地震リスク階級 (it) では、2 に分類される
。

## 姉妹都市
- Saint-Germain-des-Fossés、フランス